# Яременко Євген Михайлович
Євген Михайлович Яременко (6 січня (19 січня) 1916, Петроград, Російська імперія, — 25 грудня 1975, Одеса, Українська РСР, СРСР) — радянський льотчик-винищувач, гвардії підполковник авіації, Герой Радянського Союзу (1945).

## Біографія
Народився 19 січня 1916 року в місті Петроград (нині Санкт-Петербург) в сім'ї робітника. Закінчив 9 класів. Жив в Москві. Працював на фармацевтичному підприємстві. Закінчив Центральний аероклуб міста Москви.
У Червоній армії з 1940 року. Закінчив Вязниковску військово-авіаційну школу пілотів у 1941 році. Служив в ній льотчиком-інструктором і командиром ланки.
На фронтах Великої Вітчизняної війни з квітня 1943 року. Був старшим льотчиком, командиром ланки, заступником командира ескадрильї. Воював на Південно-Західному, 3-м і 1-му Українських фронтах. Член ВКП (б) з 1944 року. У боях двічі поранений.
Брав участь: в боях на Курській дузі на Белгородско-Харківському напрямку, в Ізюм-Барвінківської, Запорізької та Дніпропетровської операціях — у 1943 році;
в Рівне-Луцької, Львівсько-Сандомирської операції, в тому числі в боях на Володимир-Волинському, Львівському напрямках, над Сандомирський плацдарм — в 1944 році;
в Вісло-Одерської операції, в бойових вильоти в райони плацдармів на річках Одер, Бобер, в знищенні гарнізону в місті Глогау і оппельнскую угруповання, в прориві оборони на нейсенского напрямку, в Берлінській і Празькій операціях — в 1945 році.
Заступник командира ескадрильї 5-го гвардійського винищувального авіаційного полку гвардії капітан Яременко до квітня 1945 здійснив 183 бойових вильоти, з них: 9 — на штурмовку військ противника, 39 — на розвідку, 48 — на прикриття своїх військ, 68 — на супровід бомбардувальників і штурмовиків , 17 — на вільну «полювання», 2 — на перехоплення літаків супротивника. Справив 49 бойових вильотів з бомбометанням. В результаті штурмових і бомбардувальних дій пошкоджено і виведено з ладу: 29 автомашин з вантажами і живою силою, 3 паровоза, 5 залізничних вагонів, 3 літаки супротивника на землі, 19 возів, підірваний 1 склад з боєприпасами, придушене 15 точок зенітної артилерії, знищено до 40 ворожих солдатів і офіцерів.
Всього за час війни здійснив 200 бойових вильотів, в 46 проведених повітряних боях збив 15 літаків супротивника особисто і 2 в групі — 1 Junkers Ju 87, 1 Junkers Ju 88, 1 Focke-Wulf Fw 189 Uhu в складі групи, 5 Focke-Wulf Fw 190 Wurger, 7 Messerschmitt Bf.109, 1 Heinkel He 111 [3].
Указом Президії Верховної Ради СРСР від 27 червня 1945 року за зразкове виконання бойових завдань командування на фронті боротьби з німецько-фашистськими загарбниками і проявлені при цьому мужність і героїзм гвардії капітану Яременку Євгену Михайловичу присвоєно звання Героя Радянського Союзу з врученням ордена Леніна і медалі "Золота Зірка "(№ 7661).
У 1947 році закінчив Вищі офіцерські льотно-тактичні курси. До жовтня 1952 року служив командиром ескадрильї і помічником командира авіаполку з техніки повітряного бою і повітряної стрільби в 805-му, 304-му та 351-му винищувальних авіаполках Білоруського військового округу. Потім служив помічником командира полку з тактики повітряного бою в 773-м і 672-м винищувальних авіаполках Північного військового округу в місті Мончегорськ Мурманської області.
З квітня 1958 підполковник Е. М. Яременко — в запасі. Жив в Одесі. Працював контролером ОТК на заводі медичного обладнання. Помер 25 січня 1975 року. Похований в Одесі на Алеї Слави.

## Нагороди
Медаль «Золота Зірка» Героя Радянського Союзу;
орден Леніна;
два ордена Червоного Прапора;
орден Вітчизняної війни I ступеня;
три ордени Червоної Зірки;
медалі